# عبد الوهاب بن عربشاه
ابن عَرَبْشَاهْ (813 - 901 هـ / 1411 - 1496 م) هو فقيه حنفي.
هو عبد الوهّاب بن أحمد بن محمد بن عبد الله بن إبراهيم، تاج الدين، أبو نصر، هبة الله الطرخاني ثم الدمشقي، نزيل القاهرة، المعروف - كأبيه - بابن عرب شاه. استقر بدمشق فترة، ثم ارتحل إلى القاهرة وتوفي فيها.

## آثاره
- روضة الرائض في علم الفرائض
- الجوهر المنضد في علم الخليل بن أحمد
- دلائل الإنصاف نظم مسائل الخلاف
- نفح العبير
- لإرشاد المفيد لخالص التوحيد
- شفاء الكليم بمدح النبي الكريم
- لطائف الحكم
- كشف الكروب
- أشرف الأنساب
- أشرف الرسائل وأظرف المسائل
- مرشد الناسك
- الجوهرة الوضية